# Torvald Andersson
Torvald Johan Arne Andersson, född 9 februari 1914 i Simtuna församling, Uppsala län, död 23 juni 1982 i Vällingby, Stockholm, var en svensk silverflygare, flygkapten och pionjär inom trafikflyget.
Andersson tog certifikat 1937. Vid andra världskrigets utbrott anmälde han sig som frivillig till Flygvapnet och genomgick militär flygutbildning 1940. Han placerades därefter vid F 2 som pilot på en S 5. Han anställdes 1941 som yrkesflygare vid AB Björkvallsflyg där man på grund av kriget mest flög målflyg för försvaret. Under en målflygning 5 september 1941 utanför Väddö blev han och hans mekaniker beskjutna av ett tyskt handelsfartyg som såg att det svenska luftvärnet inte klarade av att träffa flygplanet. Ingen i flygplanet skadades, men bränslesystemet skadades och flygplanet fattade eld. De båda ombordvarande klev ut på varsin vinge och Andersson kunde med den högra handen nå spaken och manövrera flygplanet till en nödlandning. För bedriften tilldelades han Stockholms-Tidningens guldmedalj för berömlig flygargärning. Tyska regeringen ersatte det förlorade flygplanet med en Caudron Simoun som tagits som krigsbyte i Frankrike. 
1944 bytte Björkvallsflyg namn till Skandinaviska Aero och när SAS övertog bolaget 1948, avskedades de flesta av piloterna. Andersson anställdes då tillsammans med Ulf Christiernsson i kvasi-Panamanska bolaget LAPSA som smugglade vapen till Israel. Åter i Sverige grundade han 1950 företaget Aeroscandia, som från augusti samma år bytte namn till Air Torvald Andersson & Co Airtaco. Han skrev kontrakt med DN och Expressen om tidningsflygning från Stockholm till landsorten. Eftersom verksamheten expanderade och företaget behövde mer kapital sålde Andersson Airtaco till Dagens Nyheter och Stockholms-Tidningen med Andersson som flygchef. 1957 köpte SAS bolaget för att bilda inrikesflygbolaget Linjeflyg (LIN). Andersson kvarstod som flygchef till 1963 för att därefter tjänstgöra som instruktör till pensionen 1977.